# Коряжнов, Евгений Васильевич
Евгений Васильевич Коряжнов (30 марта 1928, Москва — 26 апреля 1986) — советский учёный в области селекции и разведения с.-х. животных, член-корреспондент ВАСХНИЛ (1986).

## Биография
Родился в Москве, сын профессора Московской ветеринарной академии Василия Павловича Коряжнова (1904—1978).
Окончил Московскую ветеринарную академию (1953) и аспирантуру (1956).
- 1956—1966 младший, старший научный сотрудник ВНИИ животноводства (ВИЖ).
- 1966—1971 советник по сельскому хозяйству Посольства СССР в Швеции.
- 1971—1979 старший научный сотрудник (1971), заведующий отделом (1971—1979), одновременно в 1978—1979 заместитель директора по научной работе ВИЖ.
- 1979—1986 первый заместитель председателя президиума Всероссийского отделения ВАСХНИЛ, одновременно заведующий лабораторией ВИЖ.

Специалист по свиноводству. Доктор сельскохозяйственных наук (1977), профессор (1980), член-корреспондент ВАСХНИЛ (1986).
Автор (соавтор) более 100 научных трудов, в том числе 8 книг и брошюр.
Публикации:
- Интенсивный откорм свиней на мясо / соавт. И. Е. Жирнов. — М., 1961.— 8 с.
- Неотложные проблемы свиноводства / соавт. Б. В. Александров. — М.: Моск. рабочий, 1966. — 110 с.
- Разведение свиней в хозяйствах промышленного типа. — М.: Колос, 1977. — 304 с.
- Справочник по промышленному производству свинины. — 2-е изд., перераб. и доп. — М., 1985. — 272 с.

Похоронен на Донском кладбище, родственное захоронение на участке № 4.